# Зеби, Нерулла
Нерулла Зеби (алб. Nerulla Zebi) — албанский военный деятель, последний директор Сигурими с 1990 до 1991.

## Биография
С 1990 до 1991 являлся директором спецслужбы Народной Республики Албании. Как и предыдущий директор Фредерик Юмери, был оставлен в кадрах новым руководителем преобразованной спецслужбы, Национальной информационной службы (SHIK), Башкимом Газидеде — невзирая на то, что были уволены 60—80 % прежних сотрудников, заменённых в значительной степени армейскими офицерами. Затем служил в органах разведки посткоммунистической Албании.